# John M. Lee (Mathematiker)
John „Jack“ Marshall Lee (* 2. September 1950) ist ein US-amerikanischer Mathematiker, der sich mit Differentialgeometrie befasst.
Lee studierte an der Princeton University mit dem Bachelor-Abschluss 1972, war danach Systemprogrammierer (bei Texas Instruments und am Labor für geophysikalische Hydrodynamik in Princeton) und Lehrer, bevor er sein Studium an der Tufts University fortsetzte und 1982 bei Richard Melrose am Massachusetts Institute of Technology promoviert wurde (Dissertation: Higher asymptotics of the complex  Monge-Ampère equation and geometry of CR manifolds). Er war Assistant Professor in Harvard und ab 1987 an der University of Washington, wo er 1989 Associate Professor und 1996 Professor wurde. 
Er befasste sich unter anderem mit dem Yamabe-Problem, Geometrie von und Analysis auf CR-Mannigfaltigkeiten und differentialgeometrischen Fragen der Allgemeinen Relativitätstheorie (wie den Zwangsgleichungen beim Anfangswertproblem der Einstein-Gleichungen, Existenz von Einstein-Metriken auf Mannigfaltigkeiten).
2012 erhielt er mit David Jerison den Bergman-Preis der American Mathematical Society.
Von ihm stammen Mathematica-Pakete für Tensorrechnung in der Differentialgeometrie (Ricci).

## Schriften
- Riemannian Manifolds: An Introduction to Curvature, Springer-Verlag, Graduate Texts in Mathematics 1997
- Introduction to Topological Manifolds, Springer-Verlag, Graduate Texts in Mathematics  2000, 2011
- Introduction to Smooth Manifolds, Springer-Verlag, Graduate Texts in Mathematics, 2002, 2. Auflage 2012
- Axiomatic Geometry, AMS 2013